# امید نوشین
امید نوشین (زادهٔ ۲ مه ۱۹۷۴ – درگذشتهٔ ۱۵ ژانویه ۲۰۱۸) کارگردان و نویسنده ایرانی‌تبار انگلیسی بود. او اولین فیلم مستقل خود را با نام آخرین مسافر در سال ۲۰۱۳ ساخت که این فیلم مورد توجه اکثر منتقدان و مردم قرارگرفت.

## زندگی
امید نوشین در گیلفورد، ساری (انگلستان)، در سال ۱۹۷۴ متولد شد. پدرش هوشیار نوشین، استاد بازنشسته رشته مهندسی سازه سازه‌های فضاکار در دانشگاه سوری بود. او فیلم جنگ ستارگان را به عنوان منبع الهام خود برای شروع به ساخت فیلم‌های کوتاه خود در سن یازده سالگی یاد می‌کند، او اولین شاخصه‌های طرح کلی فیلم خود را درحالی‌که به فراگیری ریاضی با رتبه A در کالج مسیحی گیلفورد مشغول بود، نوشت. او به دانشگاه گیلفورد رفت و به تحصیل در رشتهٔ هنر پرداخت.

## اوایل کار
پس از فارغ‌التحصیلی، نوشین شروع به ساخت فیلم‌های کوتاه و آگهی‌های بازرگانی کرد. در این زمان از هر فرصتی برای آشنایی با ساخت فیلم استفاده می‌کرد. او با نگاهی تحلیلی به مجموعه فیلم چشمان کاملاً بسته اثر استنلی کوبریک و جنگ ستارگان: تهدید شبح اثر جورج لوکاس می‌نگریست. در اواخر سال ۱۹۹۰، نوشین به نیویورک رفت و بیشتر وقت خود را در مؤسسه معروف استودیو بازیگری، صرف تماشای مشاهیر بازیگری مانند آرتور پن در کلاس‌های تئاتر کرد. در سال ۱۹۹۹، فیلم کوتاه ترسناک او، براساس داستانی واقعی از یک سرقت ماشین، در چند جشنوارهٔ بین‌المللی فیلم پخش شد و درب‌های بسته مدیران صنعتی در لندن و لس آنجلس را به روی وی گشود. بلافاصله پس از آن، نوشین شروع به نوشتن طرح کلی فیلمنامه کرد و با آژانس هنرمندان خلاق توافقنامه امضا کرد.

## پیشرفت غیرمنتظره
در سال ۲۰۰۸ فیلمنامه آخرین مسافر به عنوان محبوب‌ترین فیلمنامهٔ تولید نشدهٔ بریتانیایی در بریت لیست قرار گرفت و انتخاب گشت و بعد از آن فیلمی دو و نیم میلیون دلاری با بازی دوگرای اسکات و کارا تونیتون شد. نوشین نامزد دریافت جایزه Douglas Hickox برای بهترین کارگردانی در جشنواره جایزه فیلم مستقل بریتانیایی شد.
در سال ۲۰۱۳ نوشین در مصاحبه‌ای با کالج سابق خود بیان کرد " صنعت فیلمسازی بر روی خط گسل ساخته شده‌است که در آن صفحات تجارت و هنر به هم می‌رسند. به‌عنوان فیلمساز شما باید پیش بینی کنید و آماده باشید تا آسیبی از لرزش‌های مکرر و زلزله‌های گاه گاه نبینید. "

## مرگ
امید نوشین کمی بعد از به دنیا آمدن فرزندش، به دلیل سابقه افسردگی و سپس اقدام به خودکشی درگذشت. انتشار خبر درگذشت او با واکنش همکاران او روبه رو شده‌است. جو واکر، تدوینگر سرشناس سینما که آثاری چون «بلید رانر ۲۰۴۹» و «ورود» را در کارنامه دارد، در واکنش به این رویداد گفت:
«من در فیلم «آخرین مسافر» با امید کار کردم. او مهربان و بسیار بااستعداد بود. از دست دادن او برای دوستان، خانواده و حتی تماشاگران آثارش بسیار دشوار است.»
تهیه‌کنندگان «آخرین مسافر» نیز در این باره گفتند:
«باورکردنی نیست که امید از پیش ما رفته‌است. مایه تاسف است که او را از دست دادیم، او چیزهای بسیاری برای عرضه به دنیای هنر داشت.»

## فیلم‌شناسی

### فیلم‌های بلند
- کلید کشتار (۲۰۱۷) (نویسنده)
- آخرین مسافر (۲۰۱۳) (نویسنده، کارگردان)

### فیلم‌های کوتاه
- وحشت (۱۹۹۹) (نویسنده، کارگردان، آهنگساز، بازیگر، تهیه‌کننده)
- پشت بام (۱۹۹۶) (نویسنده، کارگردان، آهنگساز، تهیه‌کننده)